# Энфилд (винтовка)
Винтовка Энфилд образца 1853 года (англ. Enfield Pattern 1853 Rifled Musket, также известна как Pattern 1853 Enfield, P53 Enfield или Enfield Rifled Musket) — стрелковое оружие, винтовка калибра .577, которая была создана в Британской империи и использовалась ею с 1853 по 1867 год. Винтовка Энфилд заряжалась пулями Притчетта (упрощённый вариант пули Минье) калибра .577 через дуло; после 1867 года многие из винтовок были переделаны под заряжание унитарными патронами и были переименованы в Снайдер-Энфилд.
Поступление на вооружение британских колониальных войск в Индии капсюльной винтовки Энфилда образца 1853 года послужило последним толчком к назревавшему в 1857 году восстанию сипаев — из-за того, что бумага оболочки патронов была якобы пропитана свиным и коровьим жиром, что было неприемлемо ни для мусульман, ни для индуистов, поскольку первые не могут употреблять в пищу свиней как нечистых животных, а вторые — коров (как священных животных). Перед тем же, как зарядить винтовку, бумажный патрон нужно было надкусить и высыпать порох в ствол, затем забить пулю шомполом и запыжевать промасленной бумагой от оболочки патрона.
В период гражданской войны в США винтовки закупались у британских властей американскими перекупщиками, среди которых были нью-йоркские компании Schuyler, Hartley and Graham и Tiffany & Co., после чего продавались федеральному правительству и правительствам штатов